# La Resistencia (canción)
«Resistencia» es una canción de género urbano escrita e interpretada por la cantante boliviana Carolina Bessolo, compuesta en el marco de las protestas post electorales del 2019 en Bolivia, en respuesta a las acusaciones de fraude electoral contra el entonces presidente Evo Morales cuyos resultados beneficiaban a Morales y al partido de gobierno. La canción fue lanzada el 9 de noviembre de 2019, 2 días antes de la renuncia de Morales.

## Historia
Carolina compuso la canción el 2 de noviembre, el 3 de noviembre fue estrenada en vivo por primera vez junto a Animal de Ciudad en un concierto organizado en una punto de bloqueo en la ciudad de Santa Cruz de la Sierra. El 4 de noviembre fue grabada en el estudio de Lucía Camacho, quien a su vez grabó la guitarra, Lucía Dalence hizo las percusiones y Junior Melgar en el bajo.
Los días 5, 6 y 7 de noviembre se realizó el rodaje del vídeo junto a Verty Bracamonte y Chicho Serna, con la colaboración de más de 20 fotógrafos y camarógrafos de diferentes departamentos de Bolivia que aportaron imágenes documentadas de los días de protesta.
El 12 de noviembre interpretó la canción acompañada de un ukulele en un cabildo, luego de la renuncia de Evo Morales frente a cientos miles de personas que se apostaron a los cuatro lados del Monumento Cristo Redentor en Santa Cruz de la Sierra. 

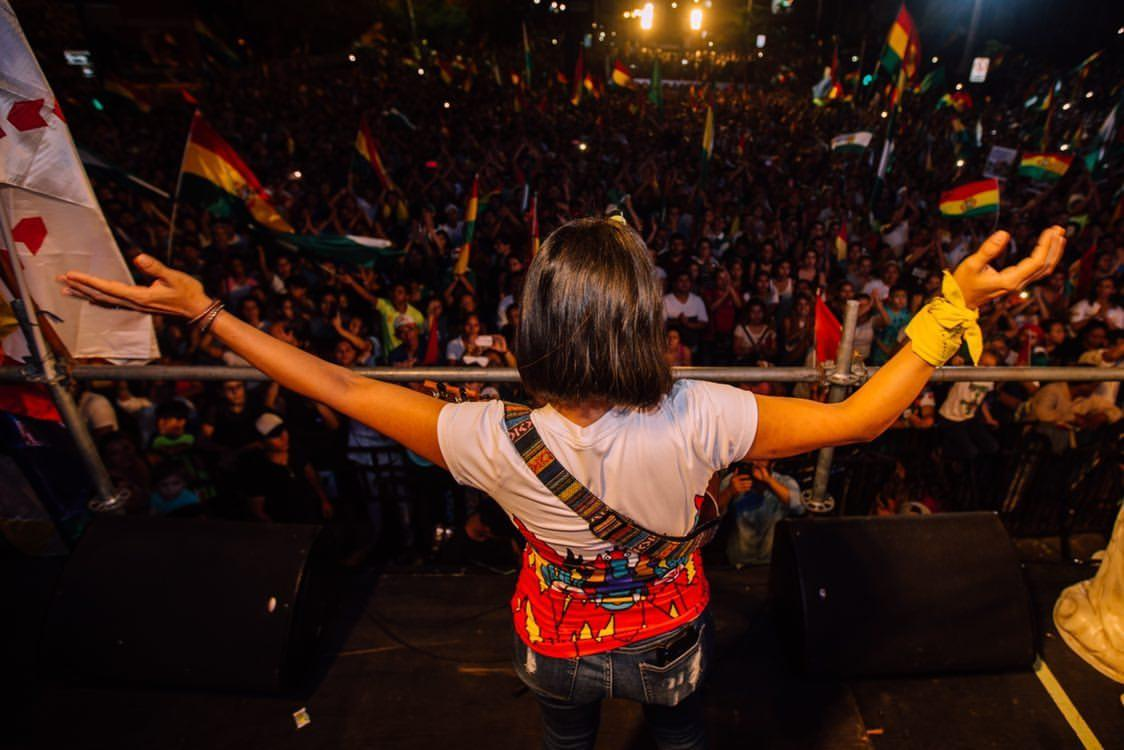
Carolina Bessolo in front of thousands in Santa Cruz de la Sierra

Parte de la Letra dice: " Soy los mismos niños que ayer te vimos entrar; Somos los hombres y mujeres que te vamos a sacar". La canción fue cantada y coreada por los miles de jóvenes que cuando eran niños vieron entrar al poder a Evo Morales Ayma, quién comenzó su primer mandato democráticamente, pero que después iría consiguiendo nuevas reelecciones con métodos inconstitucionales y antidemocráticos.
Finalmente estas dos líneas de la canción se hicieron realidad. Los ahora, jóvenes y adultos mediante protestas pacíficas que duraron 21 días lograron sacar a un presidente con tintes dictatoriales del poder. Ya ha sido traducida al inglés, francés, alemán. Fue leída y cantada en protestas de residentes bolivianos en Madrid, Mallorca, Valencia, Buenos Aires, Atlanta  y Washington.

## Letra

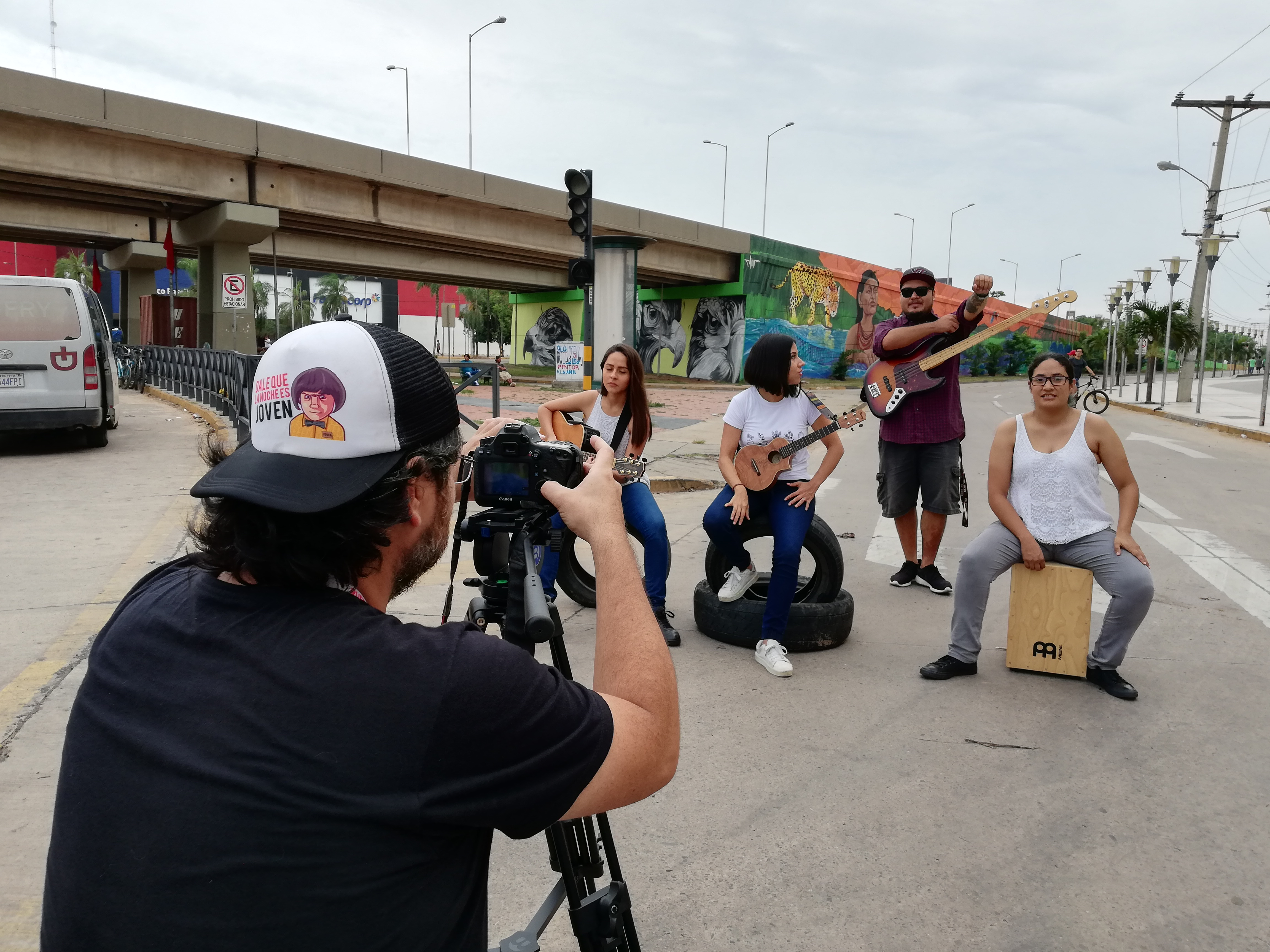
Video Shooting "La Resistencia"

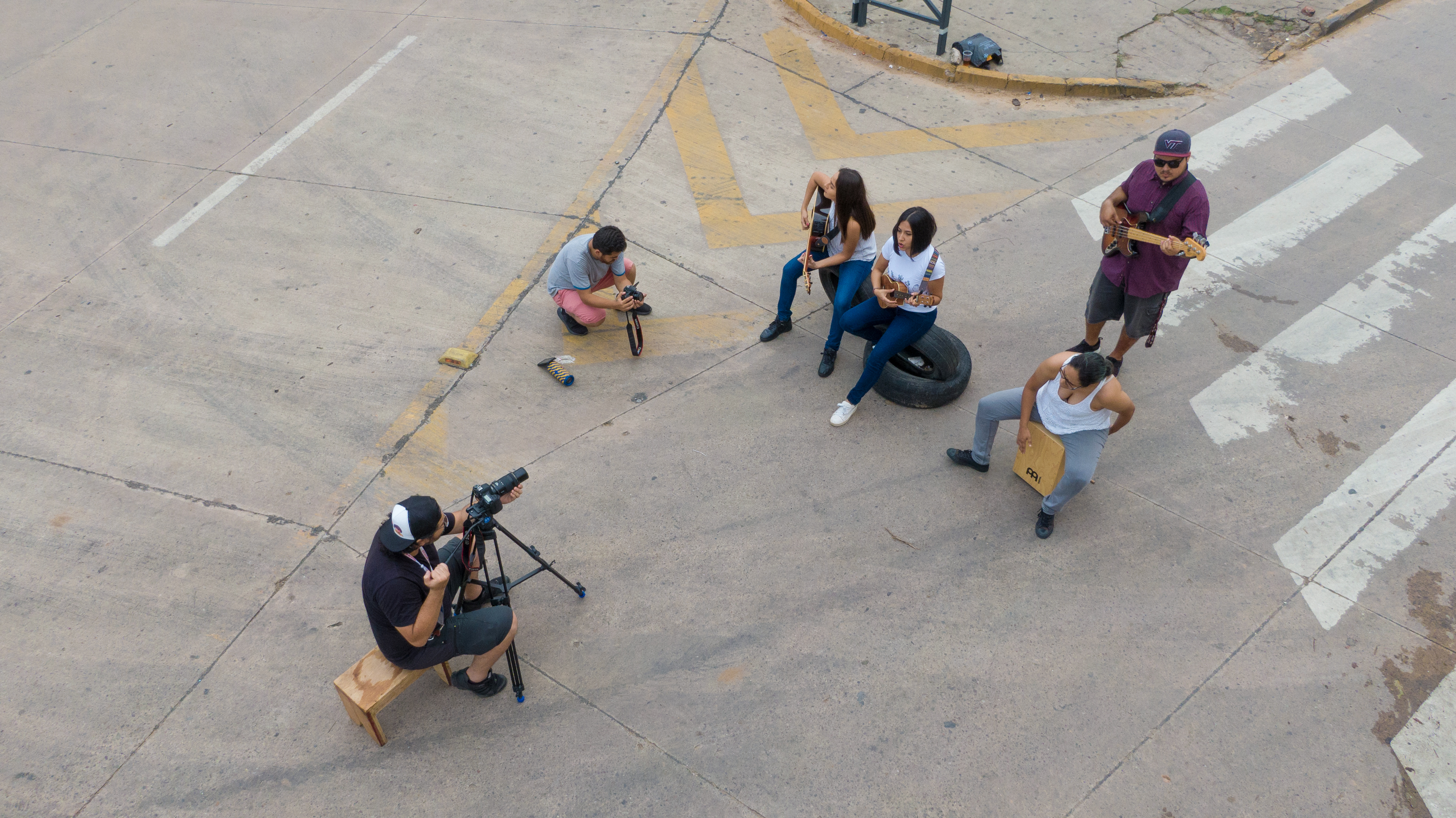
Rodaje del video "La Resistencia"

Soy ese clamor desesperado de una madre 

Soy sangre derramada en las manos de un cobarde 

Soy fuerzas que se unen en un cordón humano 

Vengo de todos lados soy el pueblo boliviano 

Soy pies del campesino, las manos del obrero 

Soy voz de la conciencia que la vida está primero 

Soy grito de la juventud, soy ciencia, soy cultura 

Memoria que no quiere revivir la dictadura 

So soy una bandera, soy quien le da sentido 

Soy la voz que quisiste silenciar, la del caído 

Soy arte que protesta, un pueblo que resiste 

con palos y pititas de los que te reíste 

Tus armas son el odio, terror y metralleta 

Disfrazas tu mentira en una papeleta 

Y aunque ya callaste la voz de tu conciencia 

Yo no voy a parar porque yo soy la resistencia 

Soy generación de paz, la excepción de tu regla 

Y si te estorbo te adelanto con dinero no se arregla 

Soy los mismos niños que ayer te vimos entrar 

Somos los hombres y mujeres que te vamos a sacar 

Soy el trabajo de mi tierra llanos, valles y altiplano 

Explotada y repartida por la angurria de un tirano 

Soy creyente cansado de poner la otra mejilla 

Pero hay líderes de pie, y nunca un pueblo de rodillas 

Soy el que te apoyaba y ahora no te respalda 

Soy todos inocentes que cargas sobre tu espalda 

En tu papel de víctima a tu gente le mentiste 

En el que ayer odiabas hoy te convertiste 

Sus armas son el odio, terror y metralleta 

Disfrazas tu mentira en una papeleta 

Y aunque ya callaste la voz de tu conciencia 

Yo no voy a parar porque yo soy la resistencia 

Soy un bosque en llamas, fauna y flora en emergencia 

soy un bombero voluntario que llora de impotencia 

Ahora nadie se rinde, ya no existe el no puedo 

Nos quitaste tanto, que hasta nos quitaste el miedo 

Con disfraz de democracia, te pusiste la careta 

Pisoteaste nuestro voto y ese voto se respeta 

Y hoy salimos a las calles, Bolivia está despierta 

Y no vamos a callar porque somos resistencia

## Vídeo musical
El vídeo musical muestra a Bessolo junto a su banda cantando en medio del paro cívico indefinido entre el 22 de octubre y el 12 de noviembre y muestra escenas de protestas multitudinarias y gente reunida en puntos claves para bloquear las calles como medida tomada para protestar por una democracia.